# Ochrodion sexmaculatum
Ochrodion sexmaculatum är en skalbaggsart som först beskrevs av Jean Baptiste Lucien Buquet 1844.  Ochrodion sexmaculatum ingår i släktet Ochrodion och familjen långhorningar. Inga underarter finns listade i Catalogue of Life.